# Goosebumps 2: Haunted Halloween
Goosebumps 2: Haunted Halloween is een Amerikaanse komische horrorfilm uit 2018, geregisseerd door Ari Sandel. De film is het vervolg op Goosebumps uit 2015 en gebaseerd op de jeugdboeken Kippenvel (Engels: Goosebumps), geschreven door R.L. Stine.

## Verhaal
Sonny en Sam vinden bij toeval in een verlaten huis een geheimzinnig manuscript, waarbij na het openen van het manuscript de buikspreekpop Slappy verschijnt. Als ze hem onbewust tot leven wekken wordt dat het begin van een reeks rampzalige gebeurtenissen, veroorzaakt door Slappy aan de vooravond van Halloween. 

## Rolverdeling
| Acteur               | Personage     | Opmerkingen                  |
| -------------------- | ------------- | ---------------------------- |
| Jeremy Ray Taylor    | Sonny Quinn   |                              |
| Caleel Harris        | Sam Carter    | vriend van Sonny             |
| Madison Iseman       | Sarah Quinn   | zus van Sonny                |
| Wendi McLendon-Covey | Kathy Quinn   | moeder van Sonny en Sarah    |
| Chris Parnell        | Walter        | winkelbediende               |
| Ken Jeong            | Mr. Chu       | buurman van de Quinns        |
| Jack Black           | R.L. Stine    | schrijver van de jeugdboeken |
| Mick Wingert         | Slappy (stem) | de buikspreekpop             |